# EuroLeague 2016/17
Die Saison 2016/17 war die 17. Spielzeit der EuroLeague (offiziell Turkish Airlines EuroLeague) unter Leitung der ULEB und die insgesamt 60. Saison des bedeutendsten Wettbewerbs für europäische Basketball-Vereinsmannschaften, der von 1958 bis 2000 von der FIBA unter verschiedenen Bezeichnungen organisiert wurde.
Den Titel gewann erstmals Fenerbahçe Istanbul aus der Türkei.

## Modusänderung
Die EuroLeague-Saison 2016/17 wurde mit einem komplett neuen Modus durchgeführt. Statt bisher 24 Mannschaften nahmen nur noch 16 Teams am Wettbewerb teil. Diese traten in einer Gruppe je zweimal gegeneinander an, sodass jede Mannschaft 30 Spiele absolvierte.
Die acht bestplatzierten Mannschaften qualifizierten sich für die K.O.-Runde, welche als Play-off im „Best-of-Five“-Modus ausgespielt wurde. Die vier sich durchsetzenden Mannschaften qualifizierten sich für das Final-Four-Turnier.

## Teilnehmende Mannschaften
Es nahmen acht Meister und vier Vizemeister der wichtigsten nationalen, bzw. supranationalen Ligen teil. Des Weiteren nahmen mit Maccabi Tel Aviv (durch A-Lizenz qualifiziert) und Galatasaray Odeabank (durch EuroCup-Gewinn im Vorjahr qualifiziert) zwei Drittplatzierte und mit Saski Baskonia (A-Lizenz) sowie Darüşşafaka SK Istanbul (als Nachrücker, da die Bestplatzierten in der Türkei über eine A-Lizenz verfügen) zwei Viertplatzierte ihrer nationalen Liga teil.
| Verein                  | Nationale Liga          | Halle                                     | Kapazität | 2015/16 national | Lizenz |
| ----------------------- | ----------------------- | ----------------------------------------- | --------- | ---------------- | ------ |
| Anadolu Efes SK         | Türkiye Basketbol Ligi  | Abdi İpekçi Arena                         | 12.270    | Vizemeister      | A      |
| Fenerbahçe Istanbul     | Türkiye Basketbol Ligi  | Ülker Sports Arena                        | 13.000    | Meister          | A      |
| Galatasaray Odeabank    | Türkiye Basketbol Ligi  | Abdi İpekçi Arena                         | 12.270    | Dritter          | B      |
| Darüşşafaka SK Istanbul | Türkiye Basketbol Ligi  | Volkswagen Arena Istanbul                 | 05.240    | Vierter          | B      |
| FC Barcelona            | Liga ACB                | Palau Blaugrana                           | 07.585    | Vizemeister      | A      |
| Real Madrid             | Liga ACB                | WiZink Center                             | 15.000    | Meister          | A      |
| Saski Baskonia          | Liga ACB                | Fernando Buesa Arena                      | 15.504    | Vierter          | A      |
| PBK ZSKA Moskau         | VTB United League       | Megasport-Arena                           | 13.126    | Meister          | A      |
| UNICS Kasan             | VTB United League       | Basketballhalle Kasan                     | 07.482    | Vizemeister      | B      |
| Olympiakos Piräus       | A1 Ethniki              | Stadion des Friedens und der Freundschaft | 11.600    | Meister          | A      |
| Panathinaikos Athen     | A1 Ethniki              | OAKA Olympic Indoor Hall                  | 18.800    | Vizemeister      | A      |
| Brose Bamberg           | Basketball-Bundesliga   | Brose Arena                               | 06.800    | Meister          | B      |
| KK Roter Stern Belgrad  | ABA-Liga                | Kombank-Arena                             | 22.680    | Meister          | B      |
| Olimpia Milano          | Lega Basket Serie A     | Mediolanum Forum                          | 12.700    | Meister          | A      |
| Maccabi Tel Aviv        | Ligat ha’Al             | Menora Mivtachim Arena                    | 10.383    | Dritter          | A      |
| Žalgiris Kaunas         | Lietuvos krepšinio lyga | Žalgirio Arena                            | 15.552    | Meister          | A      |

- Vereine mit einer A-Lizenz haben dauerhaftes Teilnahmerecht in der EuroLeague, unabhängig vom Abschneiden in der nationalen Liga.
- Die übrigen Vereine nehmen durch eine B-Lizenz teil. Diese wird an den Meister der VTB United League, der Basketball-Bundesliga, der ABA-Liga, der Türkiye Basketbol Ligi sowie dem Sieger des EuroCup des Vorjahres vergeben. Sollte der nationale Meister bereits über eine A-Lizenz verfügen, rückt der nächstbessere Verein nach.

## Hauptrunde
Die Hauptrunde wurde ausgespielt zwischen dem 13. Oktober 2016 und dem 7. April 2017. Für die Gruppenplatzierungen waren bei Mannschaften mit gleicher Anzahl von Siegen nicht das gesamte Korbpunktverhältnis, sondern nur das addierte Ergebnis im direkten Vergleich der Mannschaften untereinander entscheidend.

### Tabelle
| Team                      | Sp | S  | N  | P+   | P-   |
| ------------------------- | -- | -- | -- | ---- | ---- |
| 01. Real Madrid           | 30 | 23 | 7  | 2585 | 2353 |
| 02. ZSKA Moskau           | 30 | 22 | 8  | 2608 | 2355 |
| 03. Olympiakos Piräus     | 30 | 19 | 11 | 2330 | 2221 |
| 04. Panathinaikos Athen   | 30 | 19 | 11 | 2263 | 2187 |
| 05. Fenerbahçe            | 30 | 18 | 12 | 2256 | 2233 |
| 06. Anadolu Efes Istanbul | 30 | 17 | 13 | 2472 | 2467 |
| 07. Saski Baskonia        | 30 | 17 | 13 | 2445 | 2376 |
| 08. Darüşşafaka Doğuş     | 30 | 16 | 14 | 2358 | 2353 |
| 09. Roter Stern Belgrad   | 30 | 16 | 14 | 2203 | 2196 |
| 10. Žalgiris Kaunas       | 30 | 14 | 16 | 2350 | 2391 |
| 11. FC Barcelona          | 30 | 12 | 18 | 2134 | 2232 |
| 12. Galatasaray Odeabank  | 30 | 11 | 19 | 2345 | 2475 |
| 13. Brose Bamberg         | 30 | 10 | 20 | 2369 | 2404 |
| 14. Maccabi Tel Aviv      | 30 | 10 | 20 | 2333 | 2493 |
| 15. UNICS Kasan           | 30 | 8  | 22 | 2288 | 2408 |
| 16. EA7 Olimpia Milano    | 30 | 8  | 22 | 2411 | 2606 |

### Kreuztabelle
|                | Anadolu     | Baskonia | Bamberg | Belgrad | Moskau      | Doğuş       | Mailand       | Barcelona   | Fenerbahçe  | Galatasaray | Tel Aviv    | Piräus      | Athen       | Madrid | Kasan  | Kaunas |
| -------------- | ----------- | -------- | ------- | ------- | ----------- | ----------- | ------------- | ----------- | ----------- | ----------- | ----------- | ----------- | ----------- | ------ | ------ | ------ |
| Anadolu Efes   | *           | 96:85    | 68:87   | 100:79  | 87:93       | 93:81       | 90:86         | 72:68       | 80:77       | 84:73       | 92:87       | 77:69       | 91:83 n. V. | 78:80  | 104:99 | 71:84  |
| Saski Baskonia | 85:84       | *        | 81:74   | 69:87   | 79:78       | 73:52       | 87:74         | 65:62       | 86:52       | 69:62       | 101:88      | 90:95       | 63:72       | 71:79  | 102:70 | 79:84  |
| Brose Bamberg  | 91:83       | 71:96    | *       | 78:79   | 88:90       | 97:99 n. V. | 106:102 n. V. | 85:65       | 78:83       | 79:84       | 90:75       | 82:68       | 83:84       | 89:91  | 89:86  | 86:91  |
| Roter Stern    | 72:86       | 63:70    | 74:60   | *       | 78:67       | 70:73       | 83:70         | 76:65       | 75:73       | 77:58       | 83:58       | 64:66 n. V. | 72:66       | 82:70  | 83:65  | 79:88  |
| ZSKA Moskau    | 80:77       | 112:84   | 85:64   | 102:80  | *           | 95:85       | 101:64        | 92:76       | 79:95 n. V. | 85:69       | 93:81       | 90:86       | 81:77       | 91:90  | 98:80  | 95:86  |
| Darüşşafaka    | 79:84       | 98:89    | 72:70   | 78:62   | 91:83       | *           | 80:81         | 67:56       | 72:65       | 73:67       | 86:84       | 71:77       | 77:72       | 81:68  | 71:64  | 66:69  |
| EA7 Emporio    | 105:92      | 88:76    | 76:84   | 71:78   | 64:79       | 89:87       | *             | 78:83       | 70:79       | 92:87       | 99:97       | 99:83       | 72:86       | 90:101 | 68:91  | 70:78  |
| FC Barcelona   | 89:78       | 79:93    | 78:74   | 67:54   | 61:85       | 82:77       | 89:75         | *           | 72:73       | 62:69       | 76:71       | 67:69       | 72:57       | 63:102 | 70:62  | 92:86  |
| Fenerbahçe     | 88:80       | 74:79    | 67:66   | 87:72   | 77:71       | 64:71       | 86:79         | 68:65 n. V. | *           | 85:80       | 79:81       | 67:64       | 84:63       | 78:77  | 73:81  | 82:68  |
| Galatasaray    | 76:86       | 80:103   | 75:90   | 83:85   | 84:109      | 85:81       | 83:80         | 78:64       | 87:103      | *           | 102:63      | 89:87       | 79:84       | 87:84  | 75:67  | 87:79  |
| Maccabi        | 77:86       | 85:84    | 70:85   | 67:71   | 76:80       | 93:92       | 92:82         | 69:79       | 87:77       | 98:92       | *           | 71:82       | 61:81       | 82:89  | 60:52  | 77:93  |
| Olympiakos     | 90:66       | 92:62    | 83:77   | 73:65   | 75:81       | 81:73       | 91:81         | 59:52       | 71:62       | 71:80       | 73:80       | *           | 77:69       | 73:79  | 88:59  | 73:64  |
| Panathinaikos  | 92:81 n. V. | 69:68    | 81:72   | 70:59   | 85:80 n. V. | 86:80       | 74:61         | 71:65       | 81:70       | 85:58       | 83:75 n. V. | 77:79       | *           | 88:82  | 83:82  | 84:76  |
| Real Madrid    | 97:80       | 87:91    | 95:72   | 98:68   | 95:85       | 101:83      | 94:89         | 85:69       | 61:56       | 90:81       | 80:75       | 83:65       | 87:84       | *      | 89:75  | 96:91  |
| UNICS          | 92:99 n. V. | 91:92    | 63:58   | 65:62   | 74:85       | 87:94       | 100:79        | 63:69       | 81:86       | 73:60       | 73:74       | 75:90       | 83:81       | 77:81  | *      | 80:82  |
| Žalgiris       | 68:76       | 78:73    | 86:72   | 61:77   | 79:74       | 80:83       | 84:88         | 89:85       | 67:76       | 87:75       | 74:87       | 75:88       | 64:58       | 59:74  | 80:88  | *      |

## Viertelfinale
Im Modus „Best-of-Five“ traten die verbliebenen acht Teams in bis zu fünf Mannschaftsbegegnungen gegeneinander an. Der Erste der Hauptrunde traf auf den Achten, der Zweite auf den Siebten, der Dritte auf den Sechsten und der Vierte auf den Hauptrundefünften.
Bei einem eventuell benötigten fünften Entscheidungsspiel genoss der Besserplatzierte Heimrecht. Die vier Mannschaften, welche diese Duelle für sich entscheiden konnten, qualifizierten sich für das Final-Four-Turnier. Die Spiele fanden vom 18. April bis zum 2. Mai 2017 statt.
| Paarung             | Paarung | Paarung               | 1. Spiel | 2. Spiel | 3. Spiel | 4. Spiel | 5. Spiel |
| Real Madrid         | −       | Darüşşafaka Doğuş     | 83:75    | 80:84    | 88:81    | 89:78    |          |
| Panathinaikos Athen | −       | Fenerbahçe Istanbul   | 58:71    | 75:80    | 61:79    |          |          |
| Olympiakos Piräus   | −       | Anadolu Efes Istanbul | 87:72    | 71:73    | 60:64    | 74:62    | 87:78    |
| ZSKA Moskau         | −       | Saski Baskonia        | 98:90    | 84:82    | 90:88    |          |          |

## Final Four

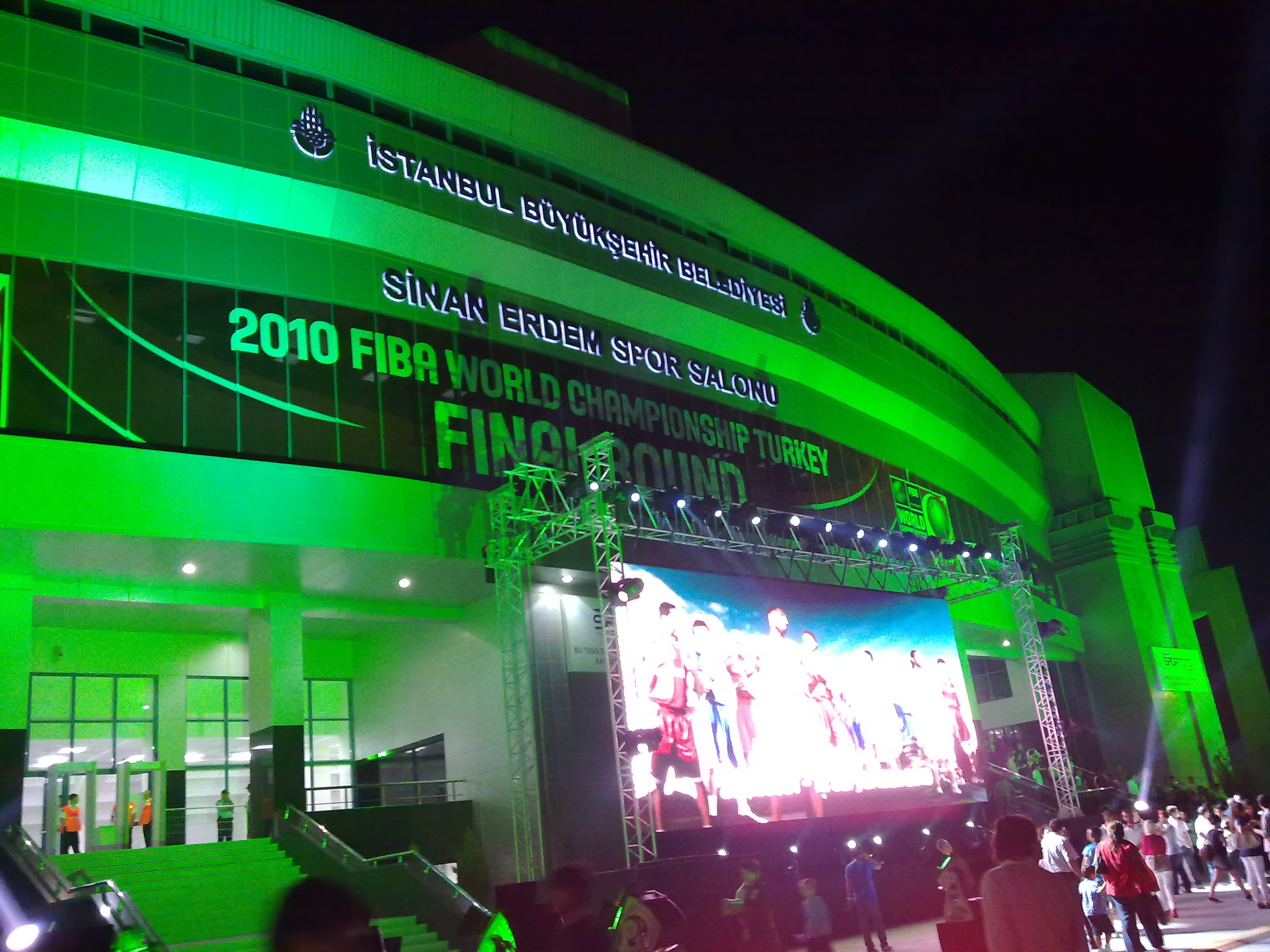
Sinan Erdem Dome in Istanbul

In einem Turnier, das zwischen dem 19. und 21. Mai 2017 im Sinan Erdem Dome in Istanbul, Türkei ausgetragen wurde, traten je zwei Mannschaften in Halbfinals gegeneinander an. Die Sieger qualifizierten sich für das Finale, aus dem der Sieger der EuroLeague hervorging.

### Halbfinale
Die Halbfinalspiele fanden am 19. Mai 2017 statt.
| Paarung             | Paarung | Paarung           | Ergebnis |
| Fenerbahçe Istanbul | −       | Real Madrid       | 84:75    |
| ZSKA Moskau         | −       | Olympiakos Piräus | 78:82    |

### Spiel um Platz 3
Das Spiel um Platz 3 fand am 21. Mai 2017 statt.
| Paarung     | Paarung | Paarung     | Ergebnis |
| Real Madrid | −       | ZSKA Moskau | 70:94    |

### Finale
Das Finale fand am 21. Mai 2017 statt.
| Paarung             | Fenerbahçe Istanbul – Olympiakos Piräus |
| Ergebnis            | 80:64 |
| Datum               | 21. Mai 2017 |
| Stadion             | Sinan Erdem Dome, Istanbul |
| Zuschauer           | 15.671 |
| Schiedsrichter      | Daniel Hierrezuelo, Borys Rhyschyk, Oļegs Latiševs |
| Fenerbahçe Istanbul | Pero Antić 4 Punkte, Bogdan Bogdanović 17, Luigi Datome 11, Bobby Dixon 8, Nikola Kalinić 17, James Nunnally 2, Kostas Sloukas 3, Jan Veselý 8, Ekpe Udoh 10, sowie ohne Finaleinsatz: Anthony Bennett, Ahmet Düverioğlu, Melih Mahmutoğlu Trainer: Željko Obradović                               |
| Olympiakos Piräus   | Dimitrios Agravanis, Khem Birch 14, Erick Green 7, Vangelis Mantzaris 9, Nikola Milutinov 10, Kostas Papanikolaou 3, Ioannis Papapetrou, Georgios Printezis 7, Vassilis Spanoulis 9, Vassilis Toliopoulos 3, Dominic Waters 2, sowie ohne Finaleinsatz: Patric Young Trainer: Ioannis Sfairopoulos |

## Auszeichnungen

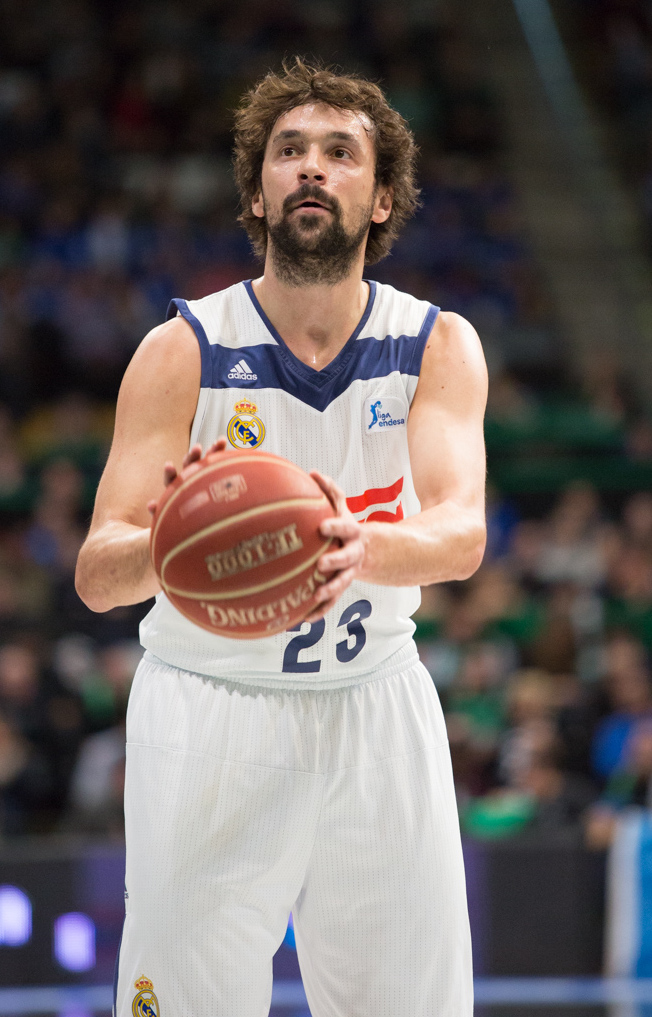
Regular Season MVP: Sergio Llull

### MVP der Euroleague Saison
- Sergio Llull (Real Madrid)

### Final Four MVP
- Ekpe Udoh (Fenerbahçe)

### All Euroleague First Team
- Sergio Llull (Real Madrid)
- Nando de Colo (ZSKA Moskau)
- Bogdan Bogdanović (Fenerbahçe)
- Georgios Printezis (Olympiakos)
- Ekpe Udoh (Fenerbahçe)

### All Euroleague Second Team
- Miloš Teodosić (ZSKA Moskau)
- Brad Wanamaker (Darüşşafaka Doğuş)
- Nicolò Melli (Brose Bamberg)
- /  Bryant Dunston (Anadolu Efes)
- Gustavo Ayón (Real Madrid)

### Bester Verteidiger
- Ádám Hanga (Laboral Kutxa)

### Rising Star Trophy
- Luka Dončić (Real Madrid)

### Alphonso Ford Top Scorer Trophy
- Keith Langford (UNICS Kasan)

### Trainer des Jahres (Alexander Gomelski Trophy)
- Željko Obradović (Fenerbahçe)

### MVP des Monats
- Oktober:  Miloš Teodosić (ZSKA Moskau)
- November:  Sergio Llull (Real Madrid)
- Dezember:  Nicolò Melli (Brose Bamberg)
- Januar:  Ognjen Kuzmić (Roter Stern)
- Februar:  Thomas Heurtel  (Anadolu Efes)
- März:  Chris Singleton (Panathinaikos)
- April:  Bogdan Bogdanović (Fenerbahçe)